# The Spirit of Christmas (película)
The Spirit of Christmas, es una película de romance y misterio estrenada el 19 de diciembre de 2015 dirigida por David Jackson.

## Sinopsis
Kate Jordan, es una abogada dedicada a su trabajo de Boston, por lo que sus relaciones no duran, su jefe le dice que tiene 12 días para cerrar un trato y la envía en Navidad a evaluar el "Hollygrove Inn" en Vermont para ponerlo en venta, Kate desea cerrar el trato rápido ya que puede ayudarla a obtener la promoción que quiere.
Sin embargo cuando llega el cuidador Raffertty es poco cooperativo y cuando Kate hace preguntas sobre la razón por la cual el señor Murray, quien se reuniría con ella salió corriendo, él le dice que es porque un espíritu vive ahí y no aprueba la venta de su casa, Raffertty también le dice que la posada no recibirá a huéspedes debido al fantasma. Pronto Kate conoce a Daniel Forsythe, un atractivo hombre y dueño de la mansión que ha sido el responsable de ahuyentar a los posibles compradores, Raffertty y Daniel le cuentan que él fue asesinado 95 años atrás pero no recuerda quién fue ni la razón. 
Kate decide dejar aún lado la promoción del lugar y ayudar a Daniel, al inicio ambos no logran trabajar bien juntos, sin embargo poco a poco comienzan a llevarse bien y Daniel finalmente acepta a Kate, mientras los días pasan descubren la razón por la cual fue asesinado y al responsable, también en el camino los dos terminan enamorándose y Daniel deberá tomar una decisión con respecto a sus sentimientos.

## Personajes

### Personajes principales
| Actor             | Personaje       | Ocupación                     | Notas             |
| ----------------- | --------------- | ----------------------------- | ----------------- |
| Jen Lilley        | Kate Jordan     | Abogada                       | -                 |
| Thomas Beaudoin   | Daniel Forsythe | Dueño del "Hollygrove Inn"    | -                 |
| Robert Walsh      | Rafferty        | Cuidador del "Hollygrove Inn" | -                 |
| Joanna Herrington | Molly Bell      | -                             | novia de Rafferty |

### Personajes secundarios
| Actor              | Personaje        | Ocupación             | Notas                                     |
| ------------------ | ---------------- | --------------------- | ----------------------------------------- |
| Brett Leigh        | Harry Forsythe   | -                     | primo de Daniel y Charles                 |
| Steven A. Miller   | Charles Forsythe | -                     | hermano de Daniel                         |
| Bates Wilder       | Sheriff Bates    | Oficial de la Policía | hermano de Molly                          |
| Kati Salowsky      | Lilly            | -                     | ex-prometida de Daniel, esposa de Charles |
| Christopher Tarjan | Oliver           | -                     | jefe de Kate                              |
| Neil Casey         | Mr. Murray       | -                     | -                                         |
| Alexander Gauthier | -                | -                     | exnovio de Kate                           |
| Jon DiVito         | -                | -                     | invitado en la fiesta navideña            |

## Producción
La película fue dirigida por David Jackson y fue escrita por Tracy Andreen, el título original de la película era "Hollygrove", antes de que se cambiara a "The Spirit of Christmas".
Producida por Andrea Ajemian, contó con los productores ejecutivos Sharon Bordas, Hannah Pillemer y Fernando Szew.
La música estuvo a cargo de Claude Foisy, la cinematografía fue realizada por Michael Negrin, mientras que la edición estuvo en manos de Sarah C. Reeves.
La película para la televisión fue filmada en Wrentham, Massachusetts, Estados Unidos y tiene una duración de 1hora con 31 minutos.

### Emisión en otros países
| País        | Título                 | Fecha de Estreno                  |
| ----------- | ---------------------- | --------------------------------- |
| Alemania    | -                      | 4 de noviembre de 2016 (internet) |
| Canadá      | -                      | 19 de diciembre de 2015           |
| España      | Atrapado en la Navidad | 12 de noviembre de 2016           |
| Italia      | -                      | 1 de diciembre de 2015            |
| Reino Unido | -                      | 28 de noviembre de 2015           |